# حمام الشفا (القدس)
حمام الشفا  هو حمام أثري يعود تاريخه إلى العصر المملوكي في فلسطين. يقع داخل أسوار البلدة القديمة لمدينة القدس، في سوق القطانين من الجهة الشرقية بالحي الإسلامي.  أنشأه الأمير سيف الدين تنكز الناصري في سنة 1336، في عهد السلطان الناصر محمد بن قلاوون. وهو واحد من حمامين إثنين باقيين في البلدة القديمة إلى الآن.
يتم الوصول إلى الحمام عبر مدخل خارجي يؤدي إلى غرفة المشلح، وهي غرفة مربعة الشكل تقريباً. وفي وسطها حوض رخامي، ثماني الشكل. وتوجد مصاطب حجرية لجلوس المستحمين، على جوانبها الشرقية، والغربية، والجنوبية. ويغطي سقفها قبو مروحي، في أعلاه فتحة دائرية الشكل. ثم يتوصل من غرفة المشلح، عبر ممر ضيق مغطى، إلى غرفة دافئة، تقوم عليها قبة ضحلة، وتتخللها فتحات فخارية مغطاة بالزجاج، تسمح بإدخال الضوء، ولا تسمح بإخراج الحرارة.